# Xã Wilson, Quận Adair, Missouri
Xã Wilson (tiếng Anh: Wilson Township) là một xã thuộc quận Adair, tiểu bang Missouri, Hoa Kỳ. Năm 2010, dân số của xã này là 503 người.